# Velja Glava
Velja Glava (cyr. Веља Глава) – wieś w Serbii, w okręgu rasińskim, w gminie Aleksandrovac. W 2011 roku liczyła 167 mieszkańców.